# Ernst Gumlich

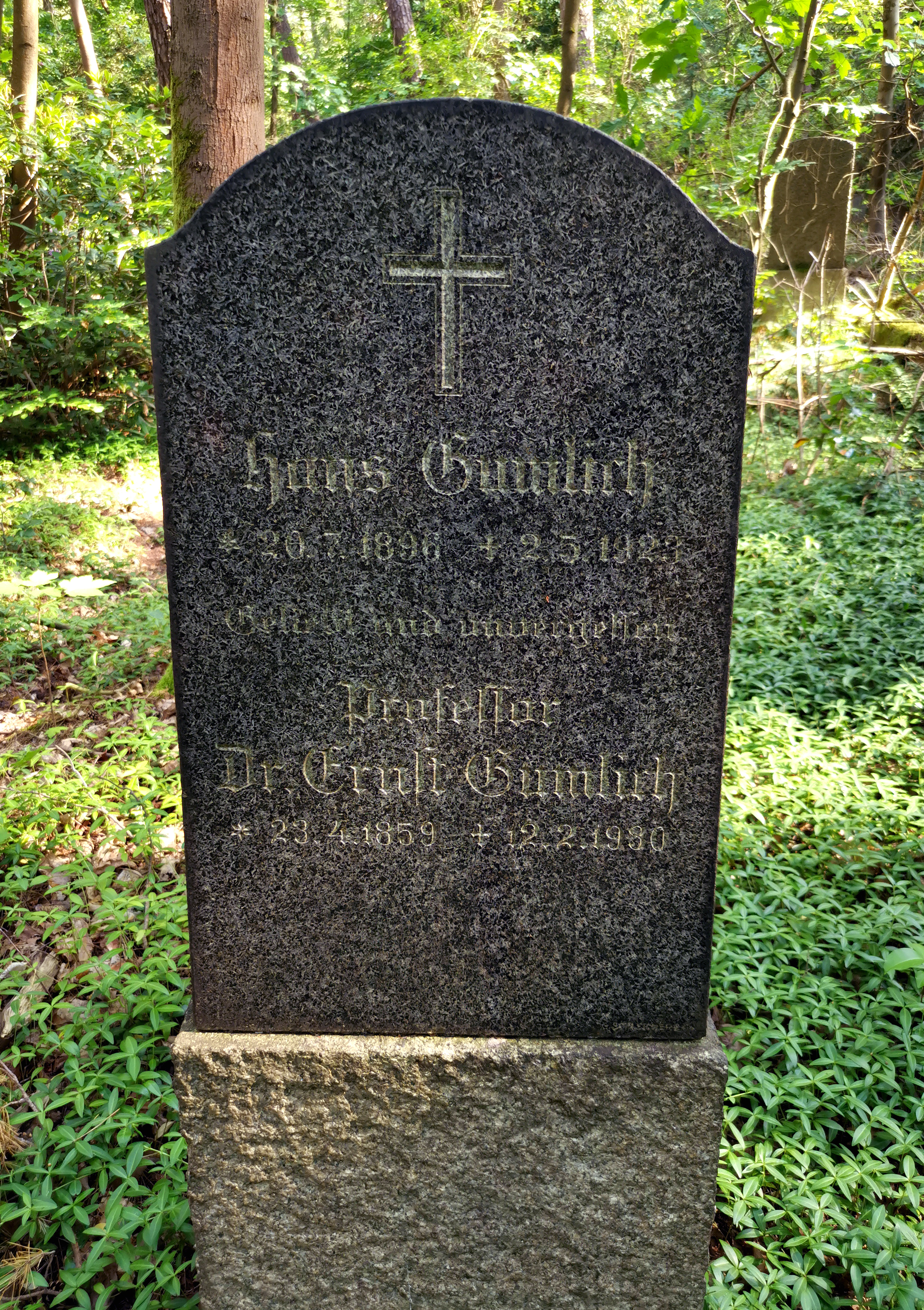
Grab auf dem Südwestkirchhof Stahnsdorf

Ernst Carl Adolph Gumlich (* 23. April 1859 in Ahorn; † 12. Februar 1930 in Berlin) war ein deutscher Physiker.
Sein Vater Johann Karl Ernst Gumlich (* 1816) war Pfarrer in Heldritt und Ahorn und ab 1868 Oberpfarrer von Neustadt.
Ernst Gumlich studierte ab Ostern 1878 Physik, Mathematik und Naturwissenschaften in Jena, Tübingen und Berlin. 1883 legte er in Berlin das Oberlehrerexamen ab und 1885 promovierte er in Jena zur "Theorie der Newtons̉chen Farbenringe im durchgehenden Lichte". Ab 1887 war er Mitarbeiter an der Physikalisch Technischen Reichsanstalt in Berlin. 1898 wurde er Professor und Leiter des dortigen magnetischen Laboratoriums. Er wurde zum Geheimen Regierungsrat ernannt.
Gumlich untersuchte hauptsächlich magnetische Werkstoffe bei Wechselmagnetisierung wie den Verlauf der Wirbelstrom- und Hystereseseverluste. Er entwickelte auch Messmethoden für magnetische Eigenschaften wie die Joch-Isthmus-Methode und verbesserte das Epstein-Verfahren.
Er erkannte die Parallelität der ferromagnetischen Eigenschaften vor allem mit der elektrischen Leitfähigkeit. Im Sommer 1900 entdeckte er, dass bereits ein geringer Zusatz von Silizium im Eisen den elektrischen spezifischen Widerstand vervielfachte und somit die Wirbelstromverluste, bei gleichbleibenden magnetische Eigenschaften, deutlich gesenkt werden konnten. Er regte die Walzwerke zur Herstellung legierter Bleche (Dynamoblech) an.
Gumlichs Grab befindet sich auf dem Südwestkirchhof Stahnsdorf.